# Gullspång
Gullspång est une localité de la commune de Gullspång dans le comté de Västra Götaland en Suède.
Sa population était de 1567 habitants en 2020.